# Liechtensteiner-Cup 1989-1990
La Liechtensteiner-Cup 1989-1990 è stata la 45ª edizione della coppa nazionale del Liechtenstein conclusa con la vittoria finale del Vaduz, al suo ventitreesimo titolo.
Della competizione è noto solo il risultato della finale.

## Finale
| Triesen | Vaduz | 4 – 1 | USV Eschen/Mauren |  |